# Molophilus albiceps
Molophilus albiceps är en tvåvingeart som beskrevs av Edwards 1926. Molophilus albiceps ingår i släktet Molophilus och familjen småharkrankar. Inga underarter finns listade i Catalogue of Life.